# 최수혁
최수혁(1993년~)은 대한민국의 트로트 가수이다. 2018년 싱글 《최수혁》으로 데뷔했다.

## 방송
- 홍디션 (2019) - 1차 예선 탈락
- 내일은 미스터트롯 (2020) - Top101

## 음반
- 최수혁 (2018)

## 작사/작곡
- 노라조 <봉환아> (2021)
- 각오빠 <각오빠> (2021)